# Campeonato Universal del CMLL (2016)
El Campeonato Universal 2016 fue la edición número ocho del torneo realizado por el Consejo Mundial de Lucha Libre, donde 16 campeones de la empresa buscan el centro absoluto.

## Desarrollo
El torneo se desarrolló por medio de una competición a eliminación directa, donde dos bloques de ocho luchadores y se enfrentaron entre sí hasta obtener un ganador de cada uno de los grupos. En la primera eliminatoria realizada el 14 de octubre, resultó ganador Valiente, mientras que la eliminatoria del 9 de octubre, Volador Jr. se llevó la victoria.
La gran final se disputó el 28 de octubre, siendo el triunfador Valiente.

## Participantes

### Bloque A
| Luchador        | Campeonato                                                                |
| --------------- | ------------------------------------------------------------------------- |
| Negro Casas     | Campeonato Mundial de Parejas del CMLL                                    |
| Máximo Sexy     | Campeonato Mundial de Peso Completo del CMLL                              |
| Mephisto        | Campeonato Mundial de Peso Wélter del CMLL / Campeonato Nacional de Tríos |
| Místico II      | Campeonato Mundial de Tríos del CMLL                                      |
| Rey Cometa      | Campeonato Nacional de Peso Wélter                                        |
| Shocker         | Campeonato Mundial de Parejas del CMLL                                    |
| Último Guerrero | Campeonato Mundial Histórico de Peso Medio de la NWA                      |
| Valiente        | Campeonato Mundial de Tríos del CMLL                                      |

### Bloque B
| Luchador         | Campeonato                                                                                   |
| ---------------- | -------------------------------------------------------------------------------------------- |
| Atlantis         | Campeonato Nacional de Peso Semicompleto                                                     |
| Dragon Lee       | Campeonato Mundial de Peso Ligero del CMLL                                                   |
| Dragón Rojo, Jr. | Campeonato Mundial de Peso Medio del CMLL                                                    |
| Ephesto          | Campeonato Nacional de Tríos                                                                 |
| Lucifierno       | Campeonato Nacional de Tríos                                                                 |
| La Máscara       | Campeonato Mundial de Peso Semicompleto del CMLL                                             |
| Rey Bucanero     | Campeonato Mundial Histórico de Peso Semicompleto de la NWA                                  |
| Volador Jr.      | Campeonato Mundial de Tríos del CMLL / Campeonato Mundial Histórico de Peso Wélter de la NWA |

## Torneo
|  | Primera ronda | Primera ronda    | Primera ronda   |                 |                 | Cuartos de final | Cuartos de final | Cuartos de final |  |            | Semifinales | Semifinales | Semifinales |  |          | Final    | Final | Final |  |
|  |               |                  |                 |                 |                 |                  |                  |                  |  |            |             |             |             |  |          |          |       |       |  |
|  |               |                  |                 |                 |                 |                  |                  |                  |  |            |             |             |             |  |          |          |       |       |  |
|  | 1             | Máximo Sexy      | W               |                 |                 |                  |                  |                  |  |            |             |             |             |  |          |          |       |       |  |
|  | 1             | Máximo Sexy      | W               |                 |                 |                  |                  |                  |  |            |             |             |             |  |          |          |       |       |  |
|  | 16            | Rey Cometa       | [ 1 ] [ 2 ]     |                 |                 |                  |                  |                  |  |            |             |             |             |  |          |          |       |       |  |
|  | 16            | Rey Cometa       | [ 1 ] [ 2 ]     |                 | Máximo Sexy     | Máximo Sexy      | [ 1 ] [ 2 ]      |                  |  |            |             |             |             |  |          |          |       |       |  |
|  |               |                  |                 |                 | Máximo Sexy     | Máximo Sexy      | [ 1 ] [ 2 ]      |                  |  |            |             |             |             |  |          |          |       |       |  |
|  |               |                  | Valiente        | Valiente        | W               |                  |                  |                  |  |            |             |             |             |  |          |          |       |       |  |
|  | 9             | Negro Casas      | Valiente        | Valiente        | W               | [ 1 ] [ 2 ]      |                  |                  |  |            |             |             |             |  |          |          |       |       |  |
|  | 9             | Negro Casas      |                 |                 |                 |                  |                  |                  |  |            |             |             |             |  |          |          |       |       |  |
|  | 8             | Valiente         | W               |                 |                 |                  |                  |                  |  |            |             |             |             |  |          |          |       |       |  |
|  | 8             | Valiente         | W               |                 |                 |                  |                  |                  |  | Valiente   | Valiente    | W           |             |  |          |          |       |       |  |
|  |               |                  |                 |                 |                 |                  |                  |                  |  | Valiente   | Valiente    | W           |             |  |          |          |       |       |  |
|  |               |                  | Último Guerrero | Último Guerrero | [ 1 ] [ 2 ]     |                  |                  |                  |  |            |             |             |             |  |          |          |       |       |  |
|  | 5             | Último Guerrero  | Último Guerrero | Último Guerrero | [ 1 ] [ 2 ]     | W                |                  |                  |  |            |             |             |             |  |          |          |       |       |  |
|  | 5             | Último Guerrero  |                 |                 |                 |                  |                  |                  |  |            |             |             |             |  |          |          |       |       |  |
|  | 12            | Místico          | [ 1 ] [ 2 ]     |                 |                 |                  |                  |                  |  |            |             |             |             |  |          |          |       |       |  |
|  | 12            | Místico          | [ 1 ] [ 2 ]     |                 | Último Guerrero | Último Guerrero  | W                |                  |  |            |             |             |             |  |          |          |       |       |  |
|  |               |                  |                 |                 | Último Guerrero | Último Guerrero  | W                |                  |  |            |             |             |             |  |          |          |       |       |  |
|  |               |                  | Shocker         | Shocker         | [ 1 ] [ 2 ]     |                  |                  |                  |  |            |             |             |             |  |          |          |       |       |  |
|  | 13            | Shocker          | Shocker         | Shocker         | [ 1 ] [ 2 ]     | W                |                  |                  |  |            |             |             |             |  |          |          |       |       |  |
|  | 13            | Shocker          |                 |                 |                 |                  |                  |                  |  |            |             |             |             |  |          |          |       |       |  |
|  | 4             | Mephisto         | [ 1 ] [ 2 ]     |                 |                 |                  |                  |                  |  |            |             |             |             |  |          |          |       |       |  |
|  | 4             | Mephisto         | [ 1 ] [ 2 ]     |                 |                 |                  |                  |                  |  |            |             |             |             |  | Valiente | Valiente | W     |       |  |
|  |               |                  |                 |                 |                 |                  |                  |                  |  |            |             |             |             |  | Valiente | Valiente | W     |       |  |
|  |               |                  | Volador Jr.     | Volador Jr.     | [ 3 ] [ 4 ]     |                  |                  |                  |  |            |             |             |             |  |          |          |       |       |  |
|  | 3             | Dragon Lee       | Volador Jr.     | Volador Jr.     | [ 3 ] [ 4 ]     | W                |                  |                  |  |            |             |             |             |  |          |          |       |       |  |
|  | 3             | Dragon Lee       |                 |                 |                 |                  |                  |                  |  |            |             |             |             |  |          |          |       |       |  |
|  | 14            | Luciferno        | [ 5 ] [ 6 ]     |                 |                 |                  |                  |                  |  |            |             |             |             |  |          |          |       |       |  |
|  | 14            | Luciferno        | [ 5 ] [ 6 ]     |                 | Dragon Lee      | Dragon Lee       | [ 5 ] [ 6 ]      |                  |  |            |             |             |             |  |          |          |       |       |  |
|  |               |                  |                 |                 | Dragon Lee      | Dragon Lee       | [ 5 ] [ 6 ]      |                  |  |            |             |             |             |  |          |          |       |       |  |
|  |               |                  | La Máscara      | La Máscara      | W               |                  |                  |                  |  |            |             |             |             |  |          |          |       |       |  |
|  | 11            | Ephesto          | La Máscara      | La Máscara      | W               | [ 5 ] [ 6 ]      |                  |                  |  |            |             |             |             |  |          |          |       |       |  |
|  | 11            | Ephesto          |                 |                 |                 |                  |                  |                  |  |            |             |             |             |  |          |          |       |       |  |
|  | 6             | La Máscara       | W               |                 |                 |                  |                  |                  |  |            |             |             |             |  |          |          |       |       |  |
|  | 6             | La Máscara       | W               |                 |                 |                  |                  |                  |  | La Máscara | La Máscara  | [ 5 ] [ 6 ] |             |  |          |          |       |       |  |
|  |               |                  |                 |                 |                 |                  |                  |                  |  | La Máscara | La Máscara  | [ 5 ] [ 6 ] |             |  |          |          |       |       |  |
|  |               |                  | Volador Jr.     | Volador Jr.     | W               |                  |                  |                  |  |            |             |             |             |  |          |          |       |       |  |
|  | 7             | Dragón Rojo, Jr. | Volador Jr.     | Volador Jr.     | W               | [ 5 ] [ 6 ]      |                  |                  |  |            |             |             |             |  |          |          |       |       |  |
|  | 7             | Dragón Rojo, Jr. |                 |                 |                 |                  |                  |                  |  |            |             |             |             |  |          |          |       |       |  |
|  | 10            | Volador Jr.      | W               |                 |                 |                  |                  |                  |  |            |             |             |             |  |          |          |       |       |  |
|  | 10            | Volador Jr.      | W               |                 | Volador Jr.     | Volador Jr.      | W                |                  |  |            |             |             |             |  |          |          |       |       |  |
|  |               |                  |                 |                 | Volador Jr.     | Volador Jr.      | W                |                  |  |            |             |             |             |  |          |          |       |       |  |
|  |               |                  | Atlantis        | Atlantis        | [ 5 ] [ 6 ]     |                  |                  |                  |  |            |             |             |             |  |          |          |       |       |  |
|  | 15            | Rey Bucanero     | Atlantis        | Atlantis        | [ 5 ] [ 6 ]     | [ 5 ] [ 6 ]      |                  |                  |  |            |             |             |             |  |          |          |       |       |  |
|  | 15            | Rey Bucanero     |                 |                 |                 |                  |                  |                  |  |            |             |             |             |  |          |          |       |       |  |
|  | 2             | Atlantis         | W               |                 |                 |                  |                  |                  |  |            |             |             |             |  |          |          |       |       |  |
|  | 2             | Atlantis         | W               |                 |                 |                  |                  |                  |  |            |             |             |             |  |          |          |       |       |  |
|  |               |                  |                 |                 |                 |                  |                  |                  |  |            |             |             |             |  |          |          |       |       |  |